# 비대칭 교환

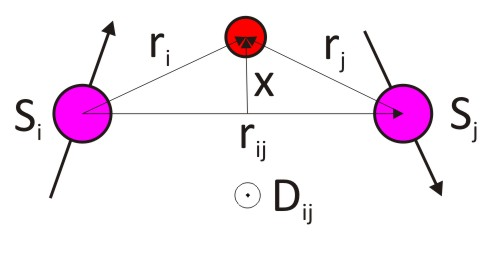
지역 기하학에서 쟈얄로신스키-모리야 벡터의 방향 결정

물리학에서 비대칭 교환(영어: Antisymmetric exchange)은 쟈얄로신스키-모리야 상호작용(영어: Dzyaloshinskii–Moriya interaction, DMI)으로도 알려져 있으며, 두 인접한 자기 스핀 {\displaystyle \mathbf {S} _{i}} 와 {\displaystyle \mathbf {S} _{j}} 사이의 총 자기 교환 상호작용에 대한 기여이다. 정량적으로, 이는 해밀토니언에서 다음으로 쓸 수 있는 항이다.
{\displaystyle H_{i,j}^{\rm {(DM)}}=\mathbf {D} _{ij}\cdot (\mathbf {S} _{i}\times \mathbf {S} _{j})}.
자기적으로 정렬된 시스템에서, 이 상호작용은 평행하거나 반평행하게 정렬된 자기 모멘트의 스핀 기울어짐을 선호하며, 따라서 반강자성체에서 약한 강자성 행동의 원천이 된다. 이 상호작용은 자기 스커미온의 생성에 근본적이며, 다강체라고 불리는 물질 종류에서 자전기 효과를 설명한다.

## 역사

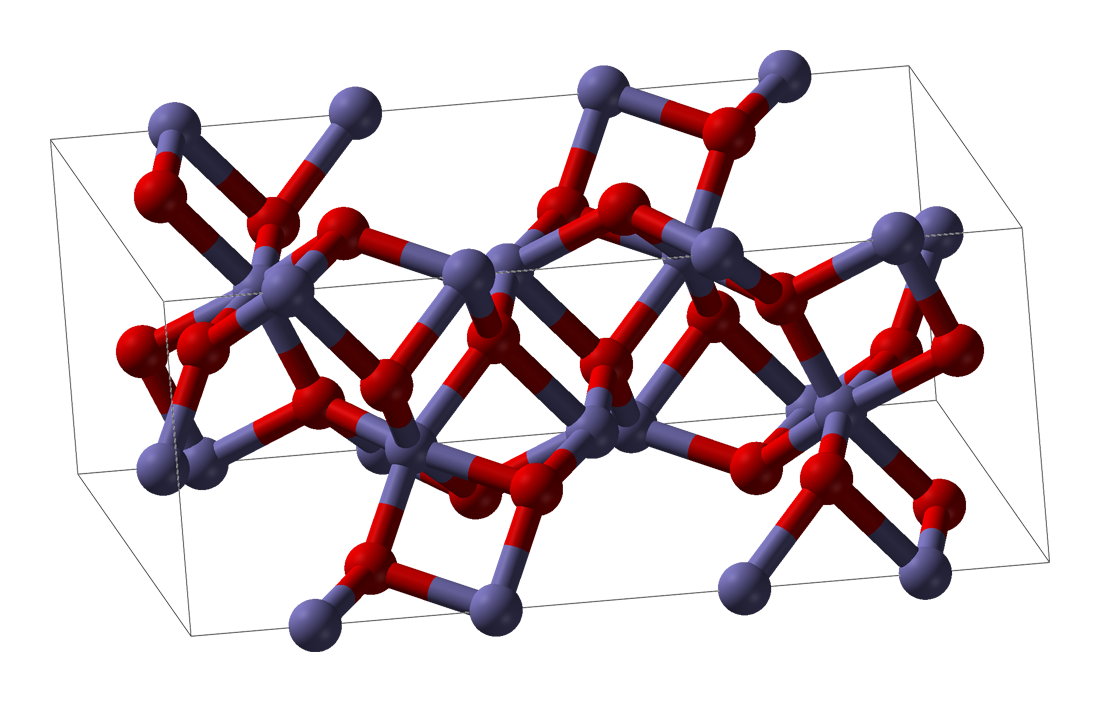
강철 산업의 주요 철 공급원인 적철광으로 그려진 -FeO

비대칭 교환의 발견은 20세기 초반에 전형적인 반강자성 α-Fe2O3 결정에서 약한 강자성의 논란의 여지가 있는 관찰에서 비롯되었다. 1958년, 이고리 쟈얄로신스키는 레프 란다우의 2차 상전이 이론을 기반으로 이 상호작용이 상대론적 스핀 격자와 자기 쌍극자 상호작용 때문이라는 증거를 제시했다. 1960년, 토루 모리야는 스핀-궤도 결합을 비대칭 교환 상호작용의 미시적 메커니즘으로 확인했다. 모리야는 이 현상을 "비등방성 초교환 상호작용의 비대칭 부분"이라고 구체적으로 언급했다. 이 현상의 간소화된 명칭은 1962년 벨 전화 연구소의 D. 트레베스와 S. 알렉산더가 단순히 이 상호작용을 비대칭 교환이라고 부르면서 이루어졌다. 이 분야에 대한 그들의 중요한 기여 때문에 비대칭 교환은 때때로 쟈얄로신스키-모리야 상호작용(영어: Dzyaloshinskii–Moriya interaction)이라고 불린다.

## 유도
DMI의 함수 형태는 앤더슨의 초교환 형식론에서 이온 {\displaystyle i,j} 사이의 스핀-궤도 결합 상호작용 {\displaystyle {\hat {\mathbf {L} }}\cdot {\hat {\mathbf {S} }}}에 대한 2차 섭동 분석을 통해 얻을 수 있다. 사용된 표기법은 {\displaystyle {\hat {\mathbf {L} }}_{i}}가 이온 i에 대한 각운동량 연산자의 3차원 벡터이고, {\displaystyle {\hat {\mathbf {S} }}_{i}}가 동일한 형태의 3차원 스핀 연산자임을 의미한다.
{\displaystyle {\begin{aligned}\delta E=\sum _{m}&{\Biggl [}{\frac {\langle n|\lambda {\hat {\mathbf {L} }}_{i}\cdot {\hat {\mathbf {S} }}_{i}|m\rangle 2J(mn'nn'){\hat {\mathbf {S} }}_{i}\cdot {\hat {\mathbf {S} }}_{j}}{E_{n}-E_{m}}}\\&+{\frac {2J(nn'mn'){\hat {\mathbf {S} }}_{i}\cdot {\hat {\mathbf {S} }}_{j}\langle m|\lambda {\hat {\mathbf {L} }}_{i}\cdot {\hat {\mathbf {S} }}_{i}|n\rangle }{E_{n}-E_{m}}}{\Biggr ]}\\+\sum _{m'}&{\Biggl [}{\frac {\langle m'|\lambda {\hat {\mathbf {L} }}_{j}\cdot {\hat {\mathbf {S} }}_{j}|m\rangle 2J(m'nn'n){\hat {\mathbf {S} }}_{i}\cdot {\hat {\mathbf {S} }}_{j}}{E_{n'}-E_{m'}}}\\&+{\frac {2J(n'nm'n){\hat {\mathbf {S} }}_{i}\cdot {\hat {\mathbf {S} }}_{j}\langle m'|\lambda {\hat {\mathbf {L} }}_{j}\cdot {\hat {\mathbf {S} }}_{j}|n'\rangle }{E_{n'}-E_{m'}}}{\Biggr ]}\end{aligned}}}
여기서 {\displaystyle J}는 교환 적분이며,
{\displaystyle J(nn'mm')=\int \int \phi _{n}^{*}(\mathbf {r_{1}} -\mathbf {R} )\phi _{n'}^{*}(\mathbf {r_{2}} -\mathbf {R'} ){\frac {e^{2}}{r_{12}}}\phi _{m}(\mathbf {r_{2}} -\mathbf {R} )\phi _{m'}(\mathbf {r_{1}} -\mathbf {R'} )\mathrm {d} \mathbf {r_{1}} \mathrm {d} \mathbf {r_{2}} }
여기서 {\displaystyle \phi _{n}(\mathbf {r} -\mathbf {R} )}는 {\displaystyle \mathbf {R} }에 있는 이온의 바닥 상태 궤도 파동 함수 등이다. 바닥 상태가 비퇴화 상태이면 {\displaystyle \mathbf {L} }의 행렬 요소는 순수 허수이며, {\displaystyle \delta E}를 다음과 같이 쓸 수 있다.
{\displaystyle {\begin{aligned}\delta E&=2\lambda \sum \limits _{m}{\frac {J(nn'mn')}{E_{n}-E_{m}}}\langle n|\mathbf {L_{i}} |m\rangle \cdot [\mathbf {S_{i}} ,(\mathbf {S_{i}} \cdot \mathbf {S_{j}} )]\\&+2\lambda \sum _{m'}{\frac {J(nn'nm')}{E_{n'}-E_{m'}}}\langle n'|\mathbf {L_{j}} |m'\rangle \cdot [\mathbf {S_{j}} ,(\mathbf {S_{i}} \cdot \mathbf {S_{j}} )]\\&=2i\lambda \sum \limits _{m,m'}\left[{\frac {J(nn'mn')}{E_{n}-E_{m}}}\langle n|\mathbf {L_{i}} |m\rangle -{\frac {J(nn'nm')}{E_{n'}-E_{m'}}}\langle n'|\mathbf {L_{j}} |m'\rangle \right]\cdot [\mathbf {S_{i}} \times \mathbf {S_{j}} ]\\&=\mathbf {D} _{ij}\cdot [\mathbf {S} _{i}\times \mathbf {S} _{j}].\end{aligned}}}

### 결정 대칭 효과
실제 결정에서 이웃하는 이온의 대칭은 벡터 {\displaystyle \mathbf {D} _{ij}}의 크기와 방향을 결정한다. 위치 {\displaystyle A}와 {\displaystyle B}에 있는 이온 1과 2의 결합을 고려하고, {\displaystyle AB}를 이등분하는 점을 {\displaystyle C}라고 하면 다음 규칙을 얻을 수 있다.
1. {\displaystyle C}에 반전 중심이 위치할 때, {\displaystyle \mathbf {D} =0.}
2. {\displaystyle AB}에 수직인 거울면이 {\displaystyle C}를 통과할 때, {\displaystyle \mathbf {D} \parallel \mathrm {mirror\ plane\ or} \ \mathbf {D} \perp AB.}
3. {\displaystyle A}와 {\displaystyle B}를 포함하는 거울면이 있을 때, {\displaystyle \mathbf {D} \perp \mathrm {mirror\ plane} .}
4. {\displaystyle AB}에 수직인 2회 회전축이 {\displaystyle C}를 통과할 때, {\displaystyle \mathrm {D} \perp \mathrm {two-fold\ axis} .}
5. {\displaystyle AB}를 따라 {\displaystyle n}회 축({\displaystyle n\geq 2})이 있을 때, {\displaystyle \mathbf {D} \parallel AB}

벡터 {\displaystyle \mathbf {D} _{ij}}의 방향은 모리야의 원본 논문에서 이미 논의된 바와 같이 대칭에 의해 제한된다. 두 이웃하는 이온 사이의 자기 상호작용이 리간드인 단일 제3의 이온을 통해 초교환 메커니즘으로 전달되는 경우(그림 참조), {\displaystyle \mathbf {D} _{ij}}의 방향은 간단한 관계 {\displaystyle \mathbf {D} _{ij}\propto \mathbf {r} _{i}\times \mathbf {r} _{j}=\mathbf {r} _{ij}\times \mathbf {x} }에 의해 얻어진다. 이는 {\displaystyle \mathbf {D} _{ij}}가 관련 세 이온에 의해 형성된 삼각형에 수직으로 정렬됨을 의미한다. 세 이온이 일직선상에 있으면 {\displaystyle \mathbf {D} _{ij}=0}이다.

## 측정
쟈얄로신스키-모리야 상호작용은 일반적으로 그 효과가 약하고 벌크 물질에서 다른 자전기 효과와 유사하기 때문에 실험적으로 직접 측정하기 어려웠다. DMI 벡터를 정량화하려는 시도는 엑스선 회절 간섭, 브릴루앙 산란, 전자 스핀 공명, 그리고 중성자 산란을 활용했다. 이러한 기술 중 다수는 상호작용의 방향이나 강도만 측정하며 스핀 상호작용의 대칭성이나 결합에 대한 가정을 한다. 광대역 전자 스핀 공명과 광학 검출(OD-ESR)을 결합한 최근의 발전은 가정 없이 광범위한 자기장 강도에서 희토류 이온 물질에 대한 DMI 벡터 특성화를 가능하게 한다.

## 물질 예시

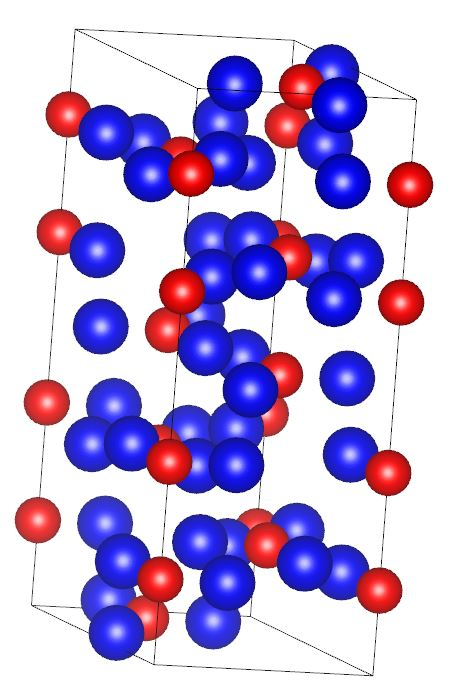
-FeO 및 -CrO의 결정 형태를 나타내는 강옥 결정 구조 (금속 이온은 빨간색, 산소 이온은 파란색)

오른쪽 이미지는 금속 이온에 따라 강자성 또는 반강자성 거동을 나타낼 수 있는 배위된 중금속-산화물 복합체를 보여준다. 표시된 구조는 주된 형태의 산화 알루미늄(Al
2O
3)의 이름을 따서 명명된 강옥 결정 구조라고 불리며, R3c 삼방정 공간군을 나타낸다. 이 구조는 또한 D63d 공간군 대칭을 가지는 α-Fe2O3 및 α-Cr2O3와 동일한 단위 세포를 포함한다. 표시된 상반부 단위 세포는 마름모꼴의 공간 대각선을 따라 네 개의 M3+ 이온을 보여준다. Fe2O3 구조에서 첫 번째와 마지막 금속 이온의 스핀은 양수이고 중앙 두 이온은 음수이다. α-Cr2O3 구조에서 첫 번째와 세 번째 금속 이온의 스핀은 양수이고 두 번째와 네 번째는 음수이다. 두 화합물 모두 낮은 온도(<250K)에서는 반강자성이지만, 이 온도 이상에서는 α-Fe2O3는 구조적 변화를 겪으며 총 스핀 벡터가 더 이상 결정 축을 따라가지 않고 기저 (111) 평면을 따라 약간의 각도를 이룬다. 이것이 철을 포함하는 화합물이 250K 이상에서 순간적인 강자성 모멘트를 나타내는 반면, 크롬을 포함하는 화합물은 변화를 보이지 않는 이유이다. 따라서 이온 스핀 분포, 총 스핀 벡터의 불일치, 그리고 그 결과로 나타나는 단위 세포의 비대칭성의 조합이 이러한 결정 구조에서 보이는 비대칭 교환 현상을 발생시킨다.

## 응용

### 자기 스커미온
자기 스커미온은 자화장 내에서 발생하는 자기적 특성이다. 이들은 쟈얄로신스키-모리야 상호작용에 의해 안정화되는 나선형 또는 고슴도치형 구성으로 존재한다. 스커미온은 본질적으로 위상학적 특성을 가지므로 미래의 스핀트로닉스 장치에 유망한 후보이다.

### 다강체
비대칭 교환은 최근에 발견된 다강체 부류에서 자기 유도 전기 분극을 이해하는 데 중요하다. 여기서는 시스템이 격자 에너지 비용으로 자기 상호작용 에너지를 향상시키려는 경향이 있기 때문에 자기 정렬에 의해 리간드 이온의 작은 이동이 유도될 수 있다. 이 메커니즘을 "역 쟈얄로신스키-모리야 효과"라고 부른다. 특정 자기 구조에서는 모든 리간드 이온이 같은 방향으로 이동하여 순 전기 분극을 유도한다.
자전기 결합 때문에 다강체 물질은 인가된 전기장을 통해 자성을 제어해야 하는 응용 분야에서 관심을 끈다. 이러한 응용 분야에는 터널자기저항(TMR) 센서, 전기장으로 조절 가능한 기능을 가진 스핀 밸브, 고감도 교류 자기장 센서, 그리고 전기적으로 조절 가능한 마이크로파 장치가 포함된다.
대부분의 다강체 물질은 3d 전자의 자화 가능성 때문에 전이 금속 산화물이다. 많은 물질이 페로브스카이트로 분류될 수 있으며 란타넘족 이온과 함께 Fe3+ 이온을 포함한다. 아래는 일반적인 다강체 화합물의 약어 표이다. 더 많은 예시와 응용 분야는 다강체를 참조하라.
| 물질     | 강유전성 TC [K] | 자기 TN 또는 TC [K] | 강유전성 유형 |
| -------- | --------------- | ------------------- | ------------- |
| BiFeO3   | 1100            | 653                 | 고립 전자쌍   |
| HoMn2O5  | 39              |                     | 자기 유도     |
| TbMnO3   | 27              | 42                  | 자기 유도     |
| Ni3V2O8  | 6.5             |                     |               |
| MnWO4    | 13.5            |                     | 자기 유도     |
| CuO      | 230             | 230                 | 자기 유도     |
| ZnCr2Se4 | 110             | 20                  |               |

## 같이 보기
- 교환 상호작용
- 스핀-궤도 결합
- 초교환
- 란다우 이론
- 스커미온
- 다강체